# Bug Rio
Bug Rio Comércio e Reparações de Veículos Ltda. war ein brasilianischer Hersteller von Automobilen.

## Unternehmensgeschichte
Das Unternehmen aus Rio de Janeiro stellte während der 1980er Jahre Automobile und Kit Cars her. Der Markenname lautete Bug Rio.

## Fahrzeuge
1983 erschien der Sport LC. Dies war eine Mischung aus Sportwagen und VW-Buggy. Ein Fahrgestell von Volkswagen do Brasil bildete die Basis. Ein luftgekühlter Vierzylinder-Boxermotor war im Heck montiert und trieb die Hinterräder an. Die Karosserie hatte keine Türen. Die Windschutzscheibe stammte vom Chevrolet Chevette (in Europa Opel Kadett C), die Scheinwerfer vom VW Passat und die Rückleuchten vom VW Brasília.
Für einen gewöhnlichen VW-Buggy ist eine Anzeige von 1984 sowie der Produktionszeitraum etwa Mitte der 1980er Jahre überliefert. Seine Karosserie bestand aus Fiberglas. An der Fahrzeugfront hatte er runde Scheinwerfer.